# Black Jack (Missouri)
Black Jack és una població dels Estats Units a l'estat de Missouri. Segons el cens del 2000 tenia 6.792 habitants.

## Demografia
Segons el cens del 2000, Black Jack tenia 6.792 habitants, 2.422 habitatges, i 1.789 famílies. La densitat de població era de 985,9 habitants per km².
Dels 2.422 habitatges en un 36,6% hi vivien nens de menys de 18 anys, en un 52,1% hi vivien parelles casades, en un 18,3% dones solteres, i en un 26,1% no eren unitats familiars. En el 23,2% dels habitatges hi vivien persones soles el 8,2% de les quals corresponia a persones de 65 anys o més que vivien soles. El nombre mitjà de persones vivint en cada habitatge era de 2,7 i el nombre mitjà de persones que vivien en cada família era de 3,2.
Per edats la població es repartia de la següent manera: un 27,3% tenia menys de 18 anys, un 8% entre 18 i 24, un 27,1% entre 25 i 44, un 24,3% de 45 a 60 i un 13,2% 65 anys o més.
L'edat mediana era de 37 anys. Per cada 100 dones de 18 o més anys hi havia 75 homes.
La renda mediana per habitatge era de 51.806 $ i la renda mediana per família de 63.324 $. Els homes tenien una renda mediana de 41.969 $ mentre que les dones 30.930 $. La renda per capita de la població era de 22.705 $. Entorn del 2,8% de les famílies i el 4,7% de la població estaven per davall del llindar de pobresa.

## Poblacions més properes
El següent diagrama mostra les poblacions més properes.